# Othello (film, 1995)
Othello är en brittisk-amerikansk dramafilm från 1995 i regi av Oliver Parker. En filmatisering av William Shakespeares pjäs med samma namn från 1603. I huvudrollerna ses Laurence Fishburne, Irène Jacob och Kenneth Branagh.

## Rollista i urval
- Laurence Fishburne - Othello
- Irène Jacob - Desdemona
- Kenneth Branagh - Iago
- Nathaniel Parker - Cassio
- Michael Maloney - Roderigo
- Anna Patrick - Emilia
- Nicholas Farrell - Montano
- Indra Ové - Bianca
- Michael Sheen - Lodovico